# Raimundo Nonato Pinheiro
Raimundo Nonato Pinheiro (Manaus, 1922 - 1994), também conhecido como Padre Nonato Pinheiro, foi um sacerdote, poeta, filólogo, latinólogo, jornalista, professor e escritor brasileiro. Membro da Academia Amazonense de Letras e do Instituto Geográfico e Histórico do Amazonas, exerceu, no IGHA, a função de orador.

## Biografia
O Pe. Nonato Pinheiro, erudito católico que se dedicou, em profundidade, aos estudos filológicos e à crítica literária, foi um cultor da língua portuguesa. Dedicou-se também a estudos relacionados à história religiosa da Região Norte do Brasil. Contribuiu com regularidade nos jornais de Manaus, tendo sido recebido na Academia Amazonense de Letras pelo médico e escritor Djalma Batista. O mais conhecido dos livros que publicou é uma biografia do terceiro bispo do Amazonas, Dom João da Matta (1956), obra republicada em 2008 pela Editora Valer, de Manaus. Em 1954, a Editora Vozes havia publicado seu livro intitulado "Dom José Pereira Alves: fulgores do Episcopado". Raimundo Nonato Pinheiro prefaciou, entre outras obras, o "Vocabulário Etimológico Tupi do Folclore Amazônico", de Anisio Mello (Manaus: Editora da Universidade do Amazonas / Suframa, 1983). Em grande quantidade de artigos, ensaios e discursos, o Pe. Nonato Pinheiro divulgou seus estudos sobre obras clássicas das literaturas portuguesa e brasileira, que considerava como modelos perfeitos de boa linguagem.
Uma instituição de Ensino Público de Manaus, localizada no bairro de Santo Antônio, denomina-se Escola Estadual Padre Raimundo Nonato Pinheiro.